# Jolanda de Rover
Jolanda de Rover (Países Bajos, 10 de octubre de 1963) es una nadadora neerlandesa retirada especializada en pruebas de estilo espalda, donde consiguió ser campeona olímpica en 1984 en los 200 metros. De Rover es la madre de la nadadora Kira Toussaint, campeona europea en 2019 de los 50 y 100 metros espalda en piscina corta.

## Carrera deportiva
En los Juegos Olímpicos de Los Ángeles 1984 ganó la medalla de oro en los 200 metros espalda, con un tiempo de 2:12.38 segundos, por delante de la estadounidense Amy White y la rumana Anca Patrascoiu; y ganó el bronce en los 100 metros espalda, con un tiempo de 1:02.91 segundos, tras las estadounidenses Theresa Andrews y Betsy Mitchell.